# Treehouse of Horror XXVII
Treehouse of Horror XXVII, llamado La casita del horror XXVII en Hispanoamérica y La casa-árbol del terror XXVII en España, es un episodio perteneciente a la vigesimoctava temporada de la serie animada Los Simpson, emitido originalmente el 9 de octubre de 2016 en EE.UU, siendo el episodio número 600 de la misma. El episodio fue escrito por Joel H. Cohen.

## Trama

### Secuencia de apertura
La familia va a comprar un árbol de Navidad en Halloween, pero en el lote de árboles de Navidad, son emboscados por el Actor Secundario Bob, Kang o Kodos, y el fantasma de Frank Grimes buscando venganza. Sin embargo, uno del equipo de los "cuatro furiosos" no aparece, el Leprechaun, pero Bob tira de una rama de árbol para mostrarle, y convence a los malos a bailar. Maggie agarra un cuchillo y corta las cuatro cabezas de los malos. Grimes, siendo un fantasma, coloca la cabeza hacia atrás y le pregunta al espectador "¿No hay quien detenga a esta gente?", Y después de que todos los 600 episodios se muestren en un mosaico, él dice: "En el infierno, te hacen verlos todos uno tras otro".
Luego, se muestra el chiste del sofá del Planeta de los Sofás (parodia a la franquicia Planeta de los Simios) que se puede ver con lentes VR.

### La Gran Sequía
Springfield está en un estado post-apocalíptico. La ciudad está completamente seca, y el agua es escasa y costosa. El Sr. Burns está controlando la presa de agua y decide hacer que los niños peleen en una batalla a muerte en Springfield, y el ganador ganará un día en el embalse. Lisa es la niña de la Avenida Nuncaviva y conoce a su entrenador, Homeruzco. Rafa muere primero, pisando una mina antes de que el evento comenzara.
La batalla comienza, y dos muchachos seducen a Lisa pero son asesinados por Homeruzco, quien cae en una trampa y los otros competidores todavía vivos lo circundan, pero Lisa convence a la gente que no hay necesidad de matarse unos a otros y tienen que volverse contra Burns. Los niños son liberados de la cúpula de batalla y la gente destruye el embalse, pero el agua se desperdicia y provoca una lluvia, que se convierte en una inundación y, a continuación, se crea una nueva era de hielo.

### Las Mejores Amigas, Descanse en Paz
Lisa está jugando afuera con Janey cuando la cortadora de césped se activa y la mata. En el funeral, Sherri y Terri se convierten en sus nuevas mejores amigas, sólo para ser asesinadas inmediatamente por una lápida que cae encima de ellas. Para ayudarla con su duelo, ella va a un psiquiatra, quien le dice que ella puede ser su mejor amiga, después de lo cual ella es asesinada por una pintura que cae sobre su cuello.
La policía comienza a investigar su habitación y encuentra esmalte de uñas, que lo utilizaba con una amiga imaginaria de la infancia (ya que en esa época no tenía amigos), pero resulta que al crecer Lisa se olvidó completamente de ella. La policía dijo que el esmalte de uñas fue encontrado en todas las escenas del crimen, y Lisa revela que llevaba eso cuando su amiga imaginaria, Rachel, estaba alrededor, antes de que ella fuera superada.
Los asesinatos continúan cuando Milhouse es sofocado por Rachel en el autobús, y el jefe Wiggum arresta a Lisa. En la cárcel, Lisa menciona que Marge estaba en lo cierto, y cuando Rachel desaparece, Lisa se da cuenta de que va a matar a Marge. Para detenerla, Bart le ayuda a escapar.
En casa, Lisa logra salvar a Marge de la muerte (el gato está durmiendo y cuando Rachel lanza un cuchillo en Marge, él se despierta, salta delante de ella, el cuchillo lo golpea, aterriza en la papelera y muere), y Rachel revela su plan para matar a todo el que ama, y se le culpará porque nadie más puede verla excepto Lisa. Homer distrae a Rachel con su amigo imaginario, el sargento Salchicha, para salvarse a sí mismo y Lisa se da cuenta de que sólo existe en su imaginación. Ella entonces hace a Rachel una miserable y desaparece. Homer procede a comerse a sargento Salchicha en el microondas donde fue colocado por Rachel.

### Moefinger
Bart es perseguido por Dolph, Jimbo y Kearney, y termina en la taberna de Moe a través de una puerta trasera. Moe aparece, matando a los abusones y mostrando un área secreta debajo de la taberna, donde todos los clientes del bar son agentes secretos. Él revela querer contratar a Bart en lugar de Homer, que murió en una misión.
Reciben un objetivo al lado de High Ball, su líder. Él les dice que vayan a Industrias Remoh, el nuevo dueño del Estadio Duff. Ellos entran en la oficina principal y descubren que no es otro que Homero (por coincidencia, Remoh escrito al revés es Homer). El traidor ha creado una máquina de lava para hacer que todo el mundo se rinda ante él y quiso robar toda la cerveza Duff para celebrar. Un grupo de personas fue enviado por Homer para intentar detenerlos, pero Bart logra matarlos a todos, incluyendo a Homer. En la escena final, Bart disfruta de algún tiempo con Sherri. El episodio concluye con una canción para celebrar el 600º episodio.